# Neopolynoe
Neopolynoe är ett släkte av ringmaskar som beskrevs av Loshamn 1981. Neopolynoe ingår i familjen Polynoidae.
Kladogram enligt Catalogue of Life och Dyntaxa:
| Neopolynoe | \| \| Neopolynoe africana \| \| \| \| \| \| Neopolynoe paradoxa \| \| \| \| |
|            | \| \| Neopolynoe africana \| \| \| \| \| \| Neopolynoe paradoxa \| \| \| \| |
|            | Neopolynoe africana                                                         |
|            |                                                                             |
|            | Neopolynoe paradoxa                                                         |
|            |                                                                             |